# ناحیه خودگردان یامالو-ننتس

موقعیت ناحیه خودگردان در روسیه

ناحیه خودگردان یامالو-ننتس (به روسی: Яма́ло-Нене́цкий автоно́мный о́круг) ناحیه‌ای خودمختار در روسیه است که تحت نظر استان تیومن اداره می‌شود. مرکز آن شهر سالخارد است. جمعیت این ناحیه بر پایه آمار سال ۲۰۱۰، برابر با ۵۲۲٬۹۰۴ نفر بوده‌است.